# Testo Junkie : sexe, drogue et biopolitique
Pour les articles homonymes, voir Testo (homonymie).
Testo Junkie : sexe, drogue et biopolitique  est un essai publié par Paul B. Preciado.

## Diffusion
La version originale, en espagnol, est parue aux éditions Espasa Calpe à Madrid sous le titre Testo Yonqui. La traduction est parue en France en 2008 aux Éditions Grasset & Fasquelle. 
Le genre du livre se situe entre un récit autopornographique et un essai philosophique analysant la production subjective d'un corps genré.
L'auteur qualifie son œuvre de « fiction autopolitique ».  
Ce livre est, depuis sa publication, devenu un classique de la théorie queer.

## Thèmes

### Intimité de la transition
Le livre aborde une dimension intime par l'examen attentif d'un protocole volontaire d'ingestion de testostérone sur le corps de Preciado, et en examine les effets induits sur sa sexualité dans une tentative de critique performative de la construction normative du genre.
Dans sa structure, le livre alterne des développements philosophiques et la retranscription d'éléments autobiographiques intimes. 

### Deuil
Écrit après la mort de Guillaume Dustan, ami proche de l'auteur, et au moment de sa rencontre amoureuse avec Virginie Despentes (au moment où celle-ci rédige son livre King Kong Théorie), le livre explore également ces deux chocs que sont la disparition d'un être cher et les perspectives ouvertes par une nouvelle rencontre amoureuse.
Il s'agit en ce sens d'un hommage posthume à Guillaume Dustan (GD dans le livre) dont une citation de Dans ma chambre en ouvre la lecture à la première page : « Je vis dans un monde où plein de choses que je pensais impossibles sont possibles ».

## Analyse

### Ère du capitalisme pharmacopornographique
En référence aux thèses de la biopolitique de Michel Foucault et de la construction performative du genre de Judith Butler, Paul Preciado développe l'idée selon laquelle le capitalisme serait entré dans une phase de contrôle subjective des corps par la "pharmacopornographie".
Paul Preciado s'appuie sur la description de l'histoire de différentes types d'hormones, contraceptives ou de performance comme la progestérone, de la testosterone et du viagra pour appuyer son concept d'imbrication étroite de la production industrielle pharmaceutique et pornographique par lesquelles le sujet même contrôle la construction de son identité de genre. 
Le pouvoir ne serait plus une question de contrôle externe des corps ou de leur redressement tel que Michel Foucault avait pu le mettre en évidence dans Surveiller et punir et Histoire de la sexualité mais un concept internalisé par des sujets consentants qui ingèrent des hormones contrôlant les processus biologiques de leurs corps pour les conformer à leur identité assignée de genre.

### Gender hacking ou piratage du genre
Dans ce contexte, l'entreprise décrite plus haut d'ingestion volontaires de substances hormonales modifiant à la fois la performativité et la biologie des genres assignés est vue comme une contestation politique de ce pouvoir pharmacopornographique dans une tentative de déconstruction subjective du genre, un piratage et une forme de résistance subjective  aux normes binaires.
Cette démarche d'ingestion contestataire s'accompagne aussi de pratiques issues du transféminisme de gender hacking (comprendre piratage du genre) performatives, comme l'organisation d'ateliers de dragking où les personnes se considérant comme femmes cisgenres apprennent à se comporter comme des personnes qui ont été identifiées comme des hommes cisgenres, en adoptant leur normes de comportement sociétales.

### Influence de Guillaume Dustan
Paul Preciado souligne à quel point, et c'est ici que sa démarche rejoint celle de Guillaume Dustan qui décrit dans ses romans autobiographiques très précisément l'ingestion de différentes drogues (poppers, cocaïne, héroïne, alcool), un grand nombre de pratiques contestataires s'opèrent par le biais d'une reconstruction des affects subjectifs par l'ingestion de substances modifiant les perceptions. Il va toutefois beaucoup plus loin que Dustan en soulignant finalement la construction hormonale auto induite du genre. 